# Radical 125
El radical 125, representado por el carácter Han 老, es uno de los 214 radicales del diccionario de Kangxi. En mandarín estándar es llamado 老部, (lǎo bù　«radical “viejo”»); en japonés es llamado 老部, ろうぶ (rōbu), y en coreano 로 (ro).
El radical «viejo» aparece siempre en la parte superior de los caracteres que clasifica, tomando la forma variante 耂, que elimina los dos trazos inferiores (por ejemplo, en el carácter 考). 

## Nombres populares
- Mandarín estándar: 老, lǎo, «viejo».
- Coreano: 늙을로부, neulgeul ro bu, «radical ro-vejez».
- Japonés:　老い頭（おいがしら）, oigashira, 老い冠（おいかんむり）, oikanmuri, «“viejo” en la parte superior».[1]
- En occidente: radical «viejo».

## Galería
| Estilos antiguos                                 | Estilos antiguos                  | Estilos antiguos                        | Estilos antiguos                   | Estilos antiguos                   | Estilos empleados actualmente       | Estilos empleados actualmente  | Estilos empleados actualmente    | Estilos empleados actualmente   | Estilos empleados actualmente  |
|                                                  |                                   |                                         |                                    |                                    |                                     | 老                             | 老                               |                                 |                                |
| 甲骨文 jiǎgǔwén (escritura de huesos oraculares) | 金文 jīnwén (escritura de bronce) | 简帛 jiǎnbó (escritura de bambú y seda) | 篆文 zhuànwén (escritura de sello) | 篆文 zhuànwén (escritura de sello) | 隸書 lìshū (estilo de los escribas) | 楷書 kǎishū (estilo regular)   | 楷書 kǎishū (estilo regular)     | 行書 xǐngshū (estilo corriente) | 草書 cǎoshū (estilo de hierba) |
| 甲骨文 jiǎgǔwén (escritura de huesos oraculares) | 金文 jīnwén (escritura de bronce) | 简帛 jiǎnbó (escritura de bambú y seda) | 大篆 dàzhuàn (sello grande)        | 小篆 xiǎozhuàn (sello pequeño)     | 隸書 lìshū (estilo de los escribas) | 繁體／繁体 fántǐ (tradicional) | 简体／簡體 jiǎntǐ (simplificado) | 行書 xǐngshū (estilo corriente) | 草書 cǎoshū (estilo de hierba) |

## Caracteres con el radical 125
| trazos | carácter |
| ------ | -------- |
| + 0    | 老 耂 考 |
| + 4    | 耄 者 耆 |
| + 5    | 耇 耈 耉 |
| + 6    | 耊 耋    |